# Англійка (телесеріал)
Англійка (англ.The English) — ревізіоністський західний драматичний телесеріал виробництва BBC і Amazon Prime, сценарист і режисер Х'юго Блік. У головних ролях Емілі Блант і Часк Спенсер. Прем'єра відбулася у Великій Британії на BBC Two та iPlayer 10 листопада 2022 року, а в Сполучених Штатах на Amazon Prime Video 11 листопада 2022 року

## Сюжет
Англійка, леді Корнелія Локк, приїжджає на Захід у 1890 році, щоб помститися людині, яку вона вважає відповідальною за смерть її сина, і зустрічає Елая Віппа, колишнього кавалерійського розвідника та члена народу Пауні за походженням, дорогою до Небраски, щоб вимагати землю, яка йому належить за службу в армії США, незважаючи на те, що йому сказали, що білі люди не виплатять свій борг. Вони виявляють можливу спільну історію.

## Актори та персонажі
- Емілі Блант - леді Корнелія Локк
- Часк Спенсер - сержант Елі Віп / Поранений вовк
- Рейф Сполл у ролі Девіда Мелмонта
- Том Хьюз у ролі Томаса Траффорда
- Стівен Рі в ролі шерифа Роберта Маршалла
- Валері Пахнер - Марта Майєрс
- Тобі Джонс - Себолд Каск
- Кіаран Гайндс - Річард Воттс [3]
- Малкольм Сторрі - Ред Морган
- Нікола МакОліфф - Чорноокий Мог
- Суле Рімі — капітан Нокс
- Едвард Крук — капітан Гранн
- Крістіан Солімено в ролі Клея Джексона
- Мігель Альварес у ролі Тімоті Флінна
- Стів Волл - Тін «Келл» Келлі
- Гері Фармер у ролі Джона Кларка
- Кімберлі Норріс Герреро в ролі Мері Кларк
- Тонанцін Кармело як Touching Ground

## Виробництво
Основні зйомки розпочалися в Іспанії в травні 2021 року і завершилися у вересні 2021 року

## Сприйняття
Веб-сайт агрегатора оглядів Rotten Tomatoes повідомляє про рейтинг схвалення 82 % і середню оцінку 7,7/10 на основі 56 відгуків. Консенсус веб-сайту говорить: «Англійка — це п'янкий і дещо звивистий вестерн, створений з чудовою майстерністю, візуальний нокаут, піднесений грою Емілі Блант і Часка Спенсера». На Metacritic він має середньозважену оцінку 74 зі 100 на основі 26 критиків, що вказує на «загалом схвальні відгуки». The Guardian поставив йому п'ять із п'яти, зазначивши: «хоча ви можете втратити увагу на деталях, сюжет ніколи не стає нерозбірливим, а виступи менш ніж переконливими», посилаючись на виступи Спенсера та Бланта як «одкровення».